# 安娜·菲德利娅·基罗特
安娜·菲德利娅·基罗特（西班牙語：Ana Fidelia Quirot，1963年3月23日—）又译奎罗特，古巴女子田径运动员。她曾代表古巴参加1992年和1996年夏季奥林匹克运动会田径比赛，获得一枚银牌和一枚铜牌。